# Molly Hatchet
Molly Hatchet — американская рок-группа, созданная в 1975 году в Джэксонвилле, штат Флорида, гитаристами Дэйвом Лубеком и Стивом Холландом. Своё название группа получила по имени проститутки XVII века, по слухам, отрубавшей головы своим клиентам.
Обложки большинства альбомов Molly Hatchet выполнены в фэнтези стилистике, некоторые из которых были нарисованы художниками Фрэнком Фразеттой и Борисом Вальехо.
Группа получила наибольшую известность благодаря своему хиту «Flirtin’ with Disaster», выпущенному на дважды платиновом одноимённом альбоме.

## История

### 1970-е
Созданные в Джэксонвилле, штат Флорида, Molly Hatchet черпали вдохновение в творчестве наиболее известной из групп южного рока Lynyrd Skynyrd, в то же время на них повлияла другая подающая надежды южная группа .38 Special. Менеджер .38 Special Пэт Армстронг проявил интерес к Molly Hatchet и помог им заключить контракт с Epic Records, а также познакомил молодую группу с продюсером Томом Верманом, уже успевшим поработать с Cheap Trick, Mother’s Finest и Тедом Ньюджентом.
Результатом сотрудничества с Томом Верманом стало открытие нового звучания в южном роке.
Комбинируя буги, блюз и хард-рок, Molly Hatchet звучали намного тяжелее чем другие южные группы, ориентированные больше на кантри. Как и другие южные группы, Molly Hatchet в своих текстах высказывали ценности и чаяния молодых людей, живущих в крупных городах южных штатов, таких как Джэксонвилл, а также использовали традиционную тематику вестернов.
Фронтмен Lynyrd Skynyrd Ронни Ван Зант планировал выступить продюсером дебютной пластинки Molly Hatchet, помогая в написании аранжировок и руководя репетициями, однако его внезапная гибель в авиакатастрофе помешала этим планам осуществиться. Molly Hatchet всё же записали свои первые демки в студии Lynyrd Skynyrd, использовав их оборудование. Другие демо были записаны в известной студии Warehouse Studios, расположенной в Джэксонвилле, и переданы лейблу Warner Brothers, проявившему интерес. A&R-менеджеры Warner Brothers не могли решить, подписать на свой лейбл Molly Hatchet или другую перспективную группу, с которой они в то время работали. В итоге лейбл остановил свой выбор на второй группе, которой оказались калифорнийцы Van Halen. Тем не менее через шесть месяцев Molly Hatchet заключили контракт с Epic Records.
Ещё до того как контракт был заключён, группа объездила всю Флориду, выступая в барах и закусочных. Перед тем как к группе присоединился Дэнни Джо Браун, обязанности вокалиста исполнял Дэйв Лубек, написавший и сопродюсировавший множество песен группы. Лубек заявил что трагический распад Lynyrd Skynyrd, пребывавших в то время на пике своей карьеры, распахнул двери для Molly Hatchet.
В 1978 году группа выпускает дебютный альбом, названный Molly Hatchet и получивший впоследствии статус «платинового», а в 1979 году второй Flirtin’ with Disaster, ставший дважды платиновым. В это время Molly Hatchet параллельно проводит концерты и рекорд-сессии, создавая и расширяя фан-базу.
В 1980 году, Дэнни Джо Браун, чей грубый голос и буйный, но в то же время дружелюбный имидж задавал группе тон, покидает Molly Hatchet, вернувшись только через два года.

## Дискография

### Студийные альбомы
| Год  | Название                       | Billboard 200 | Сертификация RIAA    |
| ---- | ------------------------------ | ------------- | -------------------- |
| 1978 | Molly Hatchet                  | 64            | Платиновый           |
| 1979 | Flirtin’ with Disaster         | 19            | 2x Мульти-Платиновый |
| 1980 | Beatin’ the Odds               | 25            | Платиновый           |
| 1981 | Take No Prisoners              | 36            | —                    |
| 1983 | No Guts…No Glory               | 59            | —                    |
| 1984 | The Deed Is Done               | 120           | —                    |
| 1989 | Lightning Strikes Twice        | —             | —                    |
| 1996 | Devil’s Canyon                 | —             | —                    |
| 1998 | Silent Reign of Heroes         | —             | —                    |
| 2000 | Kingdom of XII                 | —             | —                    |
| 2005 | Warriors of the Rainbow Bridge | —             | —                    |
| 2010 | Justice                        | —             | —                    |
| 2012 | Regrinding the Axes            | —             | —                    |

### Концертные альбомы
- Molly Hatchet Live E/P/A Series (1981)
- Double Trouble Live (1985) #130 США
- Live at the Agora Ballroom Atlanta Georgia (2000)
- Locked and Loaded (2003)
- Greatest Hits Live (2003)
- Live!: Extended Versions (2004)
- Flirtin’ with Disaster Live (2007)

### Сборники
- Beatin the Odds E/P/A Series (1980)
- Greatest Hits (1985) (Золотой)
- Cut to the Bone (1995)
- Revisited (1996)
- Super Hits (1998)
- 25th Anniversary: Best of Re-Recorded (2004)
- Southern Rock Masters (2008)
- Greatest Hits II (2011)

### Бутлеги
- Astral Game (1980)
- Gods and Knights (1984)
- Double Live (1985)

### Радио-выступления
- Molly Hatchet Innerview (1978)
- Molly Hatchet — Climax Blues Band BBC (1979) (Reading Festival)
- Molly Hatchet — 38 Special KBFH (1980)
- Molly Hatchet Innerview (1981)
- Molly Hatchet Best of the Biscuit KBFH (1981)
- Molly Hatchet KBFH (1982)
- Molly Hatchet in Concert 1 (1982)
- Molly Hatchet in Concert 2 (1983)
- Molly Hatchet Captured Live (1984)
- Molly Hatchet in Concert 3 (1984)
- Molly Hatchet — Marshall Tucker In Concert (1996)

## Составы
Текущий состав:
- Паркер Ли — вокал (2023—настоящее время)
- Джон Гэлвин — клавишные (1983—1990, 1995—настоящее время)
- Бобби Инграм — гитара (1987—настоящее время)
- Тим Линдси — бас-гитара (2003—настоящее время)
- Шон Бимер — ударные (2001—настоящее время)

### Бывшие участники
- Дэйв Лубек[англ.] — гитара (1971—1987, 2005—2017; умер в 2017)
- Дуэйн Роланд[англ.] — гитара (1976—1990; умер в 2006)
- Стив Холланд — гитара (1971—1984; умер в 2020)
- Брюс Крамп[англ.] — ударные (1976—1982, 1984—1990; умер в 2015)
- Баннер Томас — бас-гитара (1974—1981, 1993–1995; умер в 2017)
- Дэнни Джо Браун — вокал (1978—1980, 1982—1996; умер в 2005)
- Джимми Фаррар[англ.] — вокал (1980—1982, 1995; умер в 2018)
- Рифф Вест — бас-гитара (1981—1990; умер в 2014)
- Би Би Борден — ударные (1982—1984)
- Фил Маккормак — вокал (1992, 1995—2019; умер в 2019)
- Брайан Бассетт[англ.] — гитара (1994—2000)
- Мак Кроуфорд — ударные (1993—1999)
- Энди Маккинни — бас-гитара (1995—2000)
- Шон Шеннон — ударные (1999—2001)
- Расс Максвелл — гитара (2000—2004)
- Джерри Скотт — бас-гитара (2002—2003)
- Джей Джей Стрикленд — бас-гитара (2003—2004)
- Джейк Раттер — гитара (2004)
- Джимми Элкинс — вокал (2019–2023)

Бывшие концертные и сессионные участники:
- Дэвид Фигл — ударные (1989—1991)
- Эдди Рио — бас-гитара (1990—1991)
- Роб Свет — бас-гитара (1991)
- Роб Скаветто — клавишные (1990—1992)
- Рик Бланц — гитара (1990—1993)
- Кевин Райан — бас-гитара (1991—1993)
- Кенни Холтон — ударные (1991—1993)
- Эрик Ландгрен — гитара (1993–1994)
- Майк Кач — клавишные (1993–1994)
- Энди Орс — гитара (1994—1995)
- Баззи Микинс — бас-гитара (1995; умер в 2015)
- Тим Донован — клавишные (1997—2002)
- Май Овингс — гитара (1999—2000)
- Скотт Вудс — клавишные (2002–2003)
- Рич Дельфалво — клавишные (2004–2005)
- Скотт Крэйг — ударные (2011—2013)